# Переяславська 6-та сотня
Шоста Переяславська сотня — адміністративно-територіальна та військова одиниця Переяславського полку у добу Гетьманщини.

## Історія
Створена, ймовірно, ще у 1648 році, але юридично оформилася Зборівським реєстром у жовтні 1649 р. у кількості 129 козаків. Напевно, проіснувала до реформи І. Брюховецького 1663 року, який ліквідував цей підрозділ, розподіливши склад між сусідніми сотнями Переяславського полку.
Сотенний центр містився в Переяславі. Сотники: Оверко Сидорович (1649), Ємченко Богдан Андрійович (1661).